# پس‌نمایش
پس‌نمایش (به انگلیسی: afterpiece) نمایشی کوتاه و اغلب کمدی است که پس از نمایش اصلی اجرا می‌شودو پایان‌بخش یک شب‌نشینی تئاتری است.
اجرای پس‌نمایش در قالب‌های پانتومیم، اپرا، یا لودگی از سبک‌های محبوب تئاتری در سده‌های ۱۸ و ۱۹ میلادی بود. هدف از پس‌نمایش، تلطیف فضا پس از اجرای نمایشنامه‌های پنج‌بخشی اندوهگین بود.